# Romain Danzé
Pour les articles homonymes, voir Danzé (homonymie).
Romain Danzé, né le 3 juillet 1986 à Douarnenez dans le Finistère, est un footballeur français qui évolue au poste de défenseur entre 2006 et 2019. Il est actuellement le responsable des relations publiques et du développement au sein du Stade rennais FC.
Après avoir débuté dans des clubs amateurs du Finistère, son département de naissance, il réalise sa formation au Stade rennais FC, club avec lequel il passe professionnel. Polyvalent, il se fait peu à peu une place au sein de l'effectif rennais, jusqu'à obtenir une place de titulaire en 2010. Deux ans plus tard, il en est promu capitaine. Il prend sa retraite sportive en 2019, à l'âge de trente-deux ans, après avoir réalisé l'intégralité de sa carrière professionnelle dans son club formateur. Ce qui lui vaut d’être considéré comme une légende du Stade rennais FC par ses supporters, le président de l’époque, Olivier Létang avait même pris la décision de retirer le numéro 29 de Romain Danzé de la liste des numéros attribuables en marque de respect.

## Biographie

### Enfance et débuts (1986-2006)
Romain Danzé est originaire du Finistère. Né à Douarnenez le 3 juillet 1986, il grandit à tourcoing et fait ses débuts de footballeur à Gourlizon Sports, le club de son père Jean-Yves, dès ses six ans, en octobre 1992. Il reste jusqu'à ses treize ans dans ce club, éveillant déjà par ses qualités l'intérêt de plusieurs clubs professionnels comme le Stade rennais FC, l'AJ Auxerre, l'AS Monaco et le FC Nantes.
En 1999, il part réaliser sa préformation au Centre technique régional de Ploufragan, dans les Côtes-d'Armor, tout en jouant le week-end avec la Stella Maris de Douarnenez. Au sein de la génération 1986 du centre, il côtoie notamment Yoann Gourcuff et Sylvain Marveaux, originaires pour leur part du Morbihan. Lorsqu'il joue à Ploufragan, Romain Danzé sait à l'avance qu'il rejoindra le Stade rennais FC en 2001, à l'issue de sa préformation. L'année précédente, en 1998, il y a réalisé un essai positif, et a été retenu pour entrer au centre de formation. Ses six derniers mois de préformation sont cependant perturbés par la maladie d'Osgood-Schlatter qui le prive de football.
Romain Danzé intègre le centre de formation du Stade rennais FC en 2001, et y retrouve Yoann Gourcuff et Sylvain Marveaux. Moins en lumière que ceux-ci, il n'est pendant longtemps jamais retenu dans les équipes de France de jeunes, et réalise sa formation sans bruit. Il évolue alors au milieu de terrain, et devient un membre régulier de l'équipe réserve du club en CFA à partir de la saison 2004-2005, après être revenu d'une rupture des ligaments croisés du genou droit.

### Lente affirmation chez les professionnels (2006-2008)

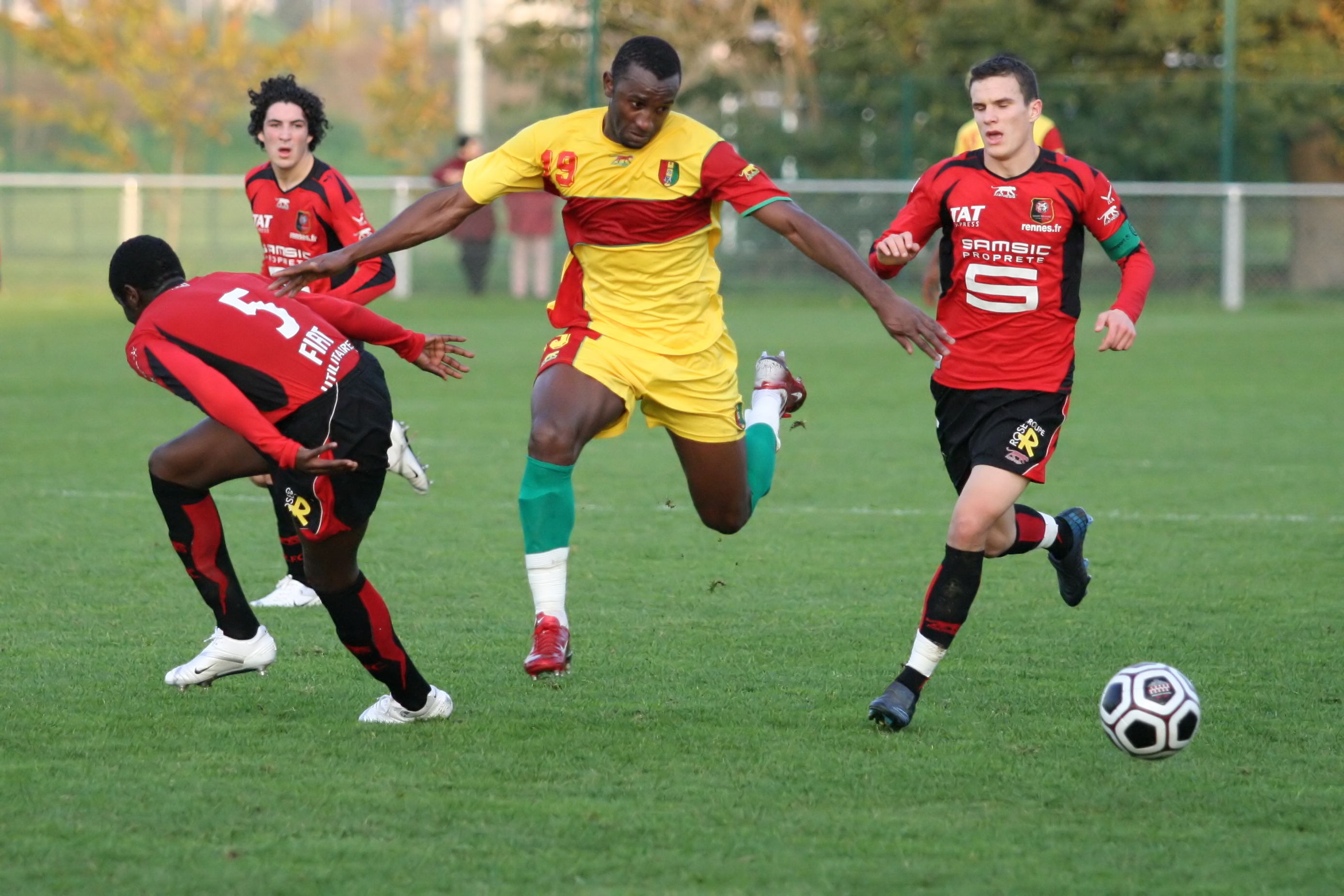
Romain Danzé (à droite) avec la réserve du Stade rennais FC en novembre 2006, durant sa première saison professionnelle.

Le 2 mai 2006, Romain Danzé signe un premier contrat professionnel d'un an avec deux années en option en faveur du Stade rennais FC, en même temps que Papakouli Diop et Sylvain Marveaux. Landry Chauvin, son entraîneur avec la réserve le compare alors à Olivier Sorlin, le décrivant comme un joueur « intelligent, qui sait faire jouer ses partenaires ». Pour autant, il reste longtemps inutilisé par l'entraîneur de l'équipe première Pierre Dréossi au début de la saison 2006-2007, et joue encore quatorze matchs avec la réserve cette année-là.
Romain Danzé doit attendre le 24 octobre 2006 pour faire ses débuts professionnels. Titularisé face à Lille en Coupe de la Ligue au côté d'Arnold Mvuemba, il livre une prestation convaincante, puis fait ses débuts en Ligue 1 quelques jours plus tard contre Lyon, match lors duquel il remplace Olivier Sorlin pour le dernier quart d'heure. Après être retourné pendant plusieurs semaines avec la réserve, Pierre Dréossi l'installe dans la durée dans son équipe dès le début de l'année 2007. Le 27 janvier 2007, il marque son premier but en Ligue 1 sur un service de Jimmy Briand, face à Valenciennes, pour sa première titularisation au stade de la route de Lorient,. Dans l'effectif rennais, Romain Danzé s'affirme comme un élément polyvalent. Au cours de la saison, Pierre Dréossi l'utilise à de nombreux postes : arrière droit, arrière gauche, milieu droit, milieu axial ou milieu gauche. Ses performances étant satisfaisantes, le club lui fait signer le 2 avril 2007 une prolongation de contrat de trois ans, allant au-delà des deux années optionnelles initialement prévues.
Sa saison lui permet d'être appelé en équipe de France des moins de 20 ans par Philippe Bergeroo fin mai 2007, pour participer au Tournoi de Toulon. Titulaire au milieu de terrain, il remporte la compétition avec son équipe. Un an plus tard, d'août à octobre 2008, Romain Danzé fait également quatre apparitions en équipe de France espoirs, chapitre qui se clôt sur une élimination face à l'Allemagne en barrage pour la qualification à l'Euro espoirs 2009.
Entre-temps, sa saison 2007-2008 est gâchée par une grosse blessure. Le 3 juillet 2007, en pleine préparation physique, il est victime d'une nouvelle rupture des ligaments croisés, cette fois du genou gauche,, et part en rééducation chez lui, à Tréboul. Il doit attendre le 26 janvier 2008 pour faire son retour en Ligue 1, à l'occasion d'un déplacement à Metz, mais est relativement peu utilisé par le nouvel entraîneur Guy Lacombe. De janvier à mai 2008, Romain Danzé ne dispute que dix matchs, dont huit comme titulaire, et doit désormais subir la concurrence de Rod Fanni au poste d'arrière droit, ainsi qu'un secteur du milieu de terrain assez fourni.

### Entre milieu et défense (2008-2012)

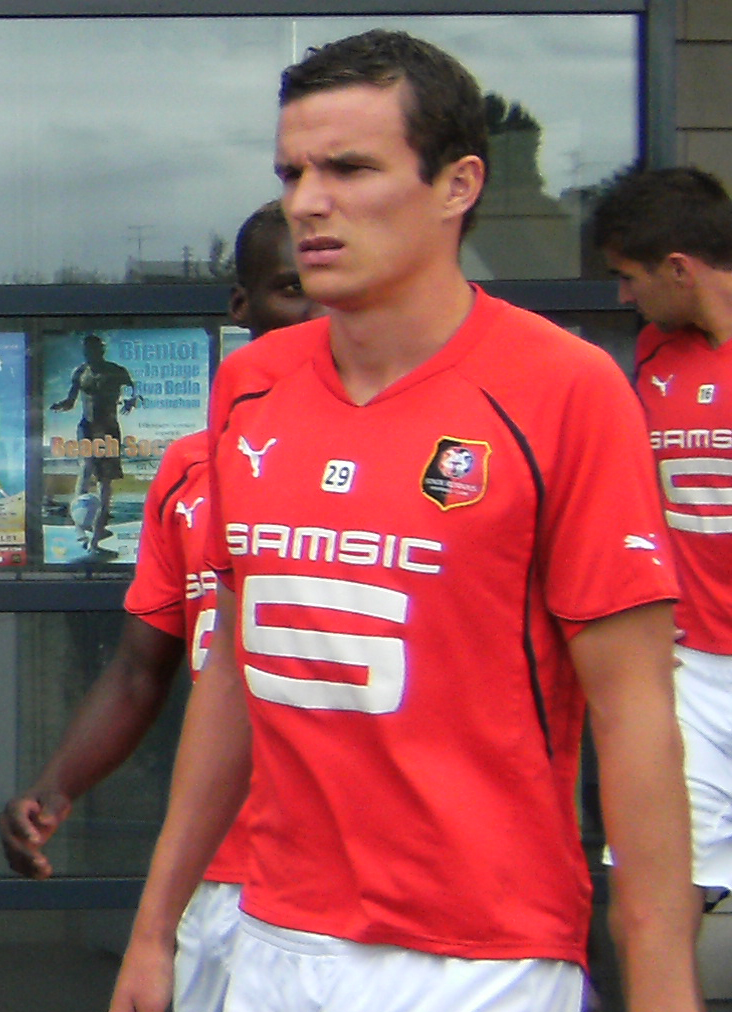
Romain Danzé en juillet 2010, avant un entraînement avec l'équipe première du Stade rennais FC.

Alors qu'est évoquée la possibilité d'un prêt lors de l'intersaison 2008, Romain Danzé choisit de rester au Stade rennais FC pour la saison 2008-2009. Il la débute avec un statut de remplaçant pouvant pallier les diverses absences en défense et au milieu, mais dispute tout de même dix-sept matchs de championnat comme titulaire, et prolonge son contrat en janvier 2009 pour deux saisons supplémentaires. Toujours concurrencé par Rod Fanni au poste d'arrière droit, Romain Danzé est régulièrement aligné par Guy Lacombe sur le côté droit du milieu de terrain. Participant davantage au jeu offensif, il marque trois buts durant la saison, dont le plus rapide de l'année en Ligue 1, inscrit face à Bordeaux le 29 avril 2009. En finale de la Coupe de France face à Guingamp quelques jours plus tard, il est de nouveau titularisé en position de milieu offensif côté droit. À l'issue de ce match, les Rennais doivent s'incliner face aux Costarmoricains, deux buts à un.
L'arrivée de Frédéric Antonetti comme entraîneur du Stade rennais FC en juin 2009 ne change pas particulièrement le statut de Romain Danzé, qui ne débute pas la saison comme titulaire. Durant le début de saison, il est régulièrement préféré sur le côté gauche de la défense à l'Américain Carlos Bocanegra, quand bien même Romain Danzé ne s'y sent pas à l'aise et préfère le côté droit,. Au terme de la saison 2009-2010, son temps de jeu est sensiblement identique à celui de l'exercice précédent. Pour autant, il prolonge une nouvelle fois son contrat, portant son engagement avec le Stade rennais FC jusqu'en 2013.
Lassé de sa situation et souhaitant réaliser une première saison pleine en Ligue 1, Danzé revendique néanmoins en avril 2010 une place de titulaire comme arrière droit, Rod Fanni étant appelé à quitter le Stade rennais FC durant l'été. De fait, et même si Rod Fanni voit son départ retardé jusqu'en décembre 2010, Romain Danzé obtient satisfaction et devient, dès la préparation de la saison, un membre intangible du onze de départ de Frédéric Antonetti, profitant de la polyvalence de son concurrent, capable également de jouer dans l'axe. En cours de saison il est promu vice-capitaine de l'équipe, portant le brassard pendant les absences du Sénégalais Kader Mangane, honneur qu'il expérimente pour la première fois le 23 octobre 2010 lors d'un match contre le Montpellier HSC. Au total, et pour la première fois de sa carrière, il est titularisé lors de chacune des trente-huit journées de Ligue 1 de la saison 2010-2011.

### Capitaine puis fin de carrière (2012-2019)

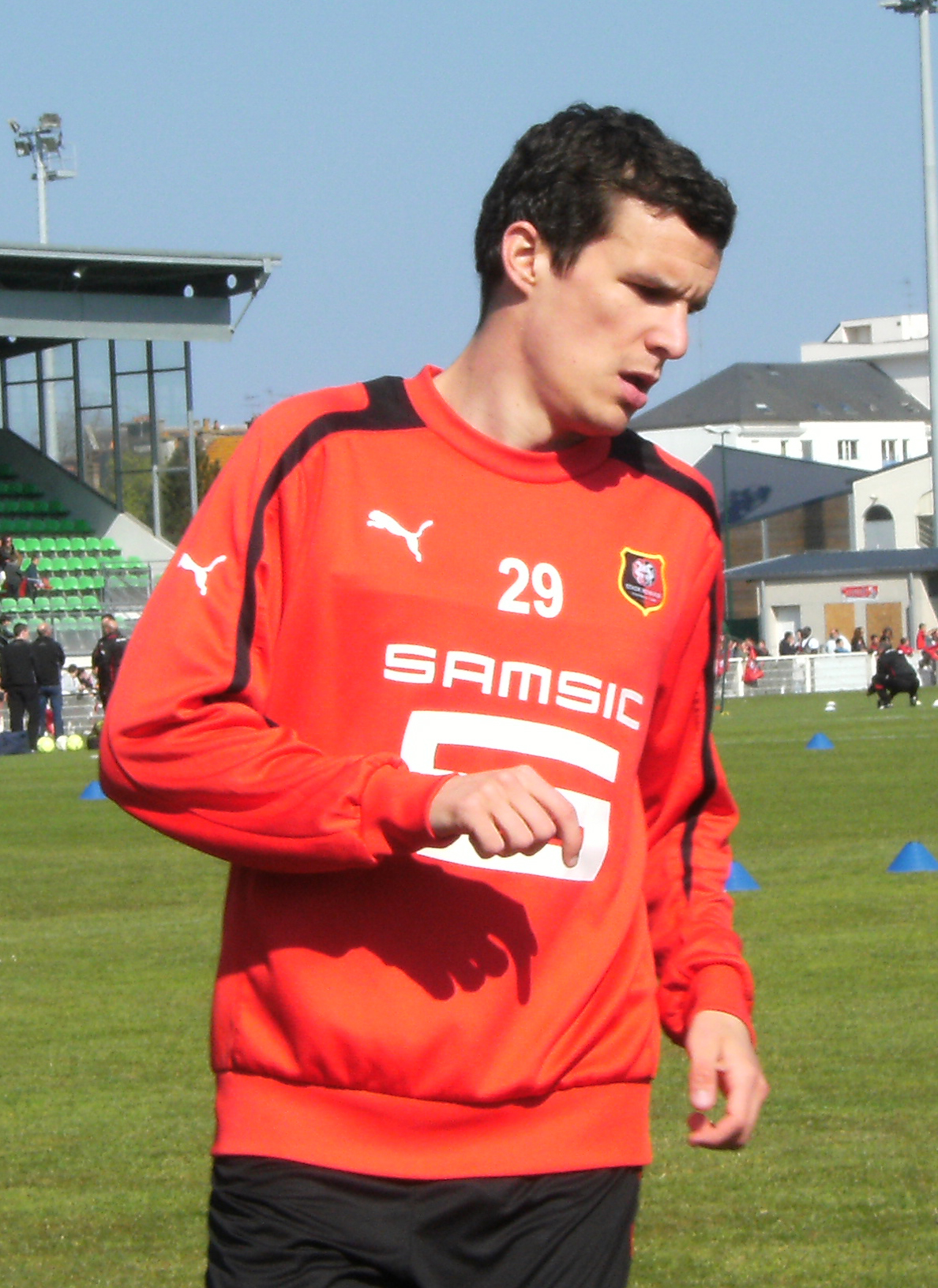
À l'entraînement avec le Stade rennais FC en mai 2013.

La saison suivante, Kader Mangane voyant des blessures réduire le nombre de ses apparitions avec le Stade rennais FC, Romain Danzé hérite de plus en plus régulièrement du capitanat. Finalement, il obtient officiellement ce statut à l'été 2012, alors que le défenseur sénégalais quitte Rennes pour Al-Hilal,. Toutefois, au poste de latéral droit, le Finistérien voit plusieurs joueurs le concurrencer. Également formés au Stade rennais FC, Kévin Théophile-Catherine et Dimitri Foulquier lui sont parfois préférés par Frédéric Antonetti, voire le Nigérian Onyekachi Apam et le Marocain Yassine Jebbour selon les options tactiques,. Malgré cela, il termine la saison 2011-2012 avec un total de 44 matchs joués, dont 32 de Ligue 1.
Étant alors à un an de la fin du contrat le liant au Stade rennais FC, le départ de Romain Danzé est évoqué dès la fin de la saison 2011-2012. Le quotidien Ouest-France évoque ainsi les réticences des dirigeants rennais à lui proposer une prolongation de contrat, et annonce des intérêts de l'AS Saint-Étienne et du LOSC Lille pour son transfert. La rumeur de son départ amène certains supporters rennais à manifester leur désapprobation, notamment sur Twitter, et à affirmer leur attachement au joueur. Quelques semaines plus tard, finalement, Romain Danzé signe une prolongation de contrat de trois ans, portant son engagement avec le Stade rennais FC jusqu'en 2016. Certaines sources mettent en avant le rôle prépondérant joué par le lobbying des supporters et par une intervention directe de François Pinault pour décider les dirigeants rennais à lui proposer une prolongation,,,. Et le joueur reconnaît que l'action des supporters a influencé la décision du club.
Lors de la saison 2012-2013, le Finistérien obtient un temps de jeu quasiment identique à la précédente. En raison de la concurrence à droite, il n'est pas toujours titulaire : le 16 janvier 2013, en demi-finale de la Coupe de la Ligue, Kévin Théophile-Catherine lui est préféré, et il débute sur le banc des remplaçants,. Frédéric Antonetti choisit également de le replacer ponctuellement milieu de terrain, ce dont le joueur ne se formalise pas. Au cours de la saison, il dispute son deux centième match professionnel sous les couleurs du Stade rennais FC, le 26 octobre 2012, face à l'AS Saint-Étienne. Puis, quelques mois plus tard, il retrouve cette même équipe stéphanoise en finale de la Coupe de la Ligue. Une nouvelle fois, au stade de France, Rennes s'incline. En cause sur l'action menant au but marqué par Brandão, le capitaine rennais doit être remplacé sur blessure avant l'heure de jeu,,. En mai 2013 il est sélectionné en équipe de Bretagne pour un match amical face au Mali, mais reste sur le banc.

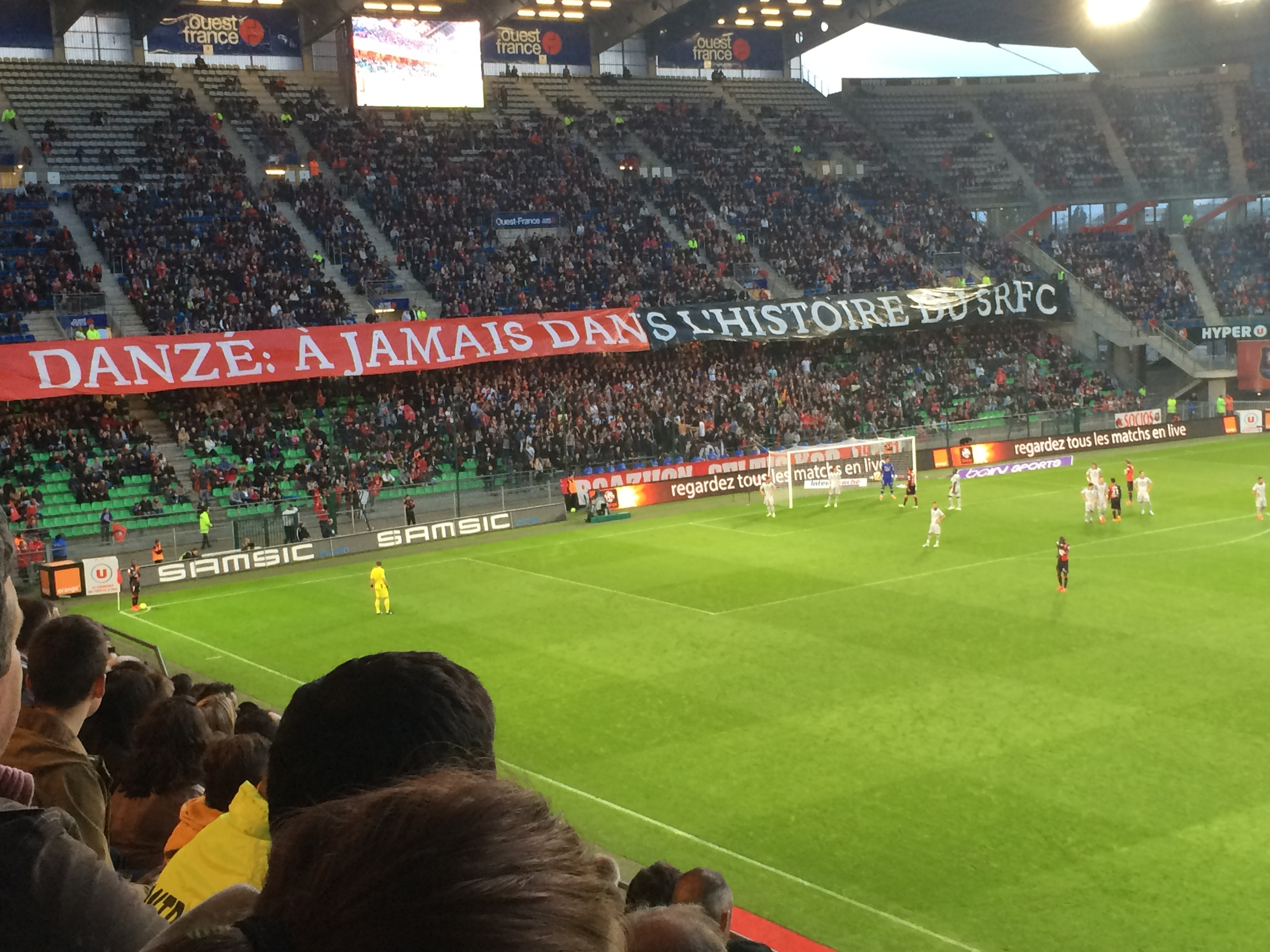
Tifo déployé par le Roazhon Celtic Kop en l'honneur de Romain Danzé, à l'occasion de son professionnel avec le Stade rennais FC.

À l'été 2013, Frédéric Antonetti est remplacé par Philippe Montanier au poste d'entraîneur du Stade rennais FC. Confirmé dans sa fonction de capitaine, Romain Danzé voit également la concurrence se réduire au poste de latéral droit, après les transferts de Kévin Théophile-Catherine et Yassine Jebbour, ainsi que du prêt de Dimitri Foulquier. Continuant à enchaîner les matchs, il fait son entrée parmi les dix joueurs ayant disputé le plus de matchs professionnels avec le Stade rennais FC le 14 décembre 2013, à l'occasion d'une rencontre face au Paris Saint-Germain. Sa saison 2013-2014 est marquée par une nouvelle défaite en finale de Coupe de France, une nouvelle fois contre l'En avant Guingamp, cinq ans après la première. Titulaire, il voit son équipe s'incliner par deux buts à zéro, au terme d'une prestation jugée décevante,. L'été suivant, le Stade rennais FC recrute Benjamin André, Philippe Montanier souhaitant installer ce dernier au poste d'arrière droit. Mais le joueur, recruté libre, se blesse rapidement, et Romain Danzé en profite pour réaliser quelques prestations remarquées : le 16 août 2014, il donne ainsi deux passes décisives, au Mozambicain Mexer et au Suédois Ola Toivonen, à l'occasion d'une large victoire rennaise sur Évian Thonon Gaillard. De fait, revenu de blessure, Benjamin André est replacé au milieu de terrain par Philippe Montanier, laissant Romain Danzé comme titulaire en défense. Néanmoins, en fin de saison, notamment lors des rencontres à l'extérieur, l'entraîneur lui préfère ponctuellement le Sénégalais Fallou Diagne. Cela n'empêche pas Romain Danzé, le 9 mai 2015 lors d'un match face au SC Bastia, de disputer son 300e match professionnel avec le Stade rennais FC, ce que n'avaient réalisé jusque-là qu'Yves Boutet, René Cédolin, Louis Cardiet, François Denis et Pierrick Hiard. En avril 2016, il fait partie d'une liste de 58 joueurs sélectionnables en équipe de Bretagne, dévoilée par Raymond Domenech qui en est le nouveau sélectionneur. 
Lors de la saison 2018-2019,  il est avec Benjamin André l'un des deux délégués syndicaux de l'UNFP au sein du Stade rennais. En octobre 2018, Romain Danzé se blesse et doit se faire opérer du genou droit. Il ne joue aucun match lors de cette saison, à l'issue de laquelle il est contraint d'annoncer sa retraite sportive à l'âge de trente-deux ans. Lors de cette saison, le Stade rennais FC remporte pour la troisième fois de son histoire la Coupe de France face au Paris Saint-Germain. Le capitaine Benjamin André invite Romain Danzé à brandir avec lui le trophée.
Son numéro 29, désormais mythique dans l'histoire du club, est retiré le 3 juin 2019 de la liste des numéros de maillot du Stade rennais FC.

### Reconversion (depuis 2019)
Lors de la rentrée 2019, il s'inscrit à la formation de manager général de club sportif dispensée par le Centre de droit et d'économie du sport de Limoges.
Il est également adjoint de Jean-Fabien Peslier, coach de l'équipe U17 du Stade rennais football club.
Il passe en même temps l'un des diplômes d’entraîneur, le BEF qui permet d'entrainer les équipes de jeunes de niveau national.
En juillet 2020 et après avoir obtenu son brevet d’entraîneur de football (BEF), il devient le responsable des relations publiques et du développement au sein du Stade rennais FC.
Il crée la chaîne de restauration nommée BDS

## Personnalité
Le 18 mai 2015, le site web les Cahiers du football lui décernent le trophée du Ballon d'eau fraîche, récompensant la fidélité à son club, la lucidité sur son niveau et son environnement, le fair-play et le sens du collectif.

## Statistiques
| Saison                | Club                  | Championnat           | Championnat | Championnat | Coupe nationale | Coupe nationale | Coupe de la Ligue | Coupe de la Ligue | Compétition(s) continentale(s) | Compétition(s) continentale(s) | Compétition(s) continentale(s) | Total | Total |
| Saison                | Club                  | Division              | M.          | B.          | M.              | B.              | M.                | B.                | Comp.                          | M.                             | B.                             | M.    | B.    |
| 2006-2007             | Stade rennais FC      | Ligue 1               | 20          | 1           | -               | -               | 1                 | 0                 | -                              | -                              | -                              | 21    | 1     |
| 2007-2008             | Stade rennais FC      | Ligue 1               | 9           | 0           | 1               | 0               | -                 | -                 | -                              | -                              | -                              | 10    | 0     |
| 2008-2009             | Stade rennais FC      | Ligue 1               | 26          | 2           | 5               | 1               | -                 | -                 | CI+C3                          | 2+4                            | 0+0                            | 37    | 3     |
| 2009-2010             | Stade rennais FC      | Ligue 1               | 32          | 2           | 3               | 0               | 1                 | 1                 | -                              | -                              | -                              | 36    | 3     |
| 2010-2011             | Stade rennais FC      | Ligue 1               | 38          | 1           | 3               | 0               | -                 | -                 | -                              | -                              | -                              | 41    | 1     |
| 2011-2012             | Stade rennais FC      | Ligue 1               | 32          | 1           | 4               | 0               | 1                 | 0                 | C3                             | 7                              | 0                              | 44    | 1     |
| 2012-2013             | Stade rennais FC      | Ligue 1               | 32          | 1           | 1               | 0               | 4                 | 0                 | -                              | -                              | -                              | 37    | 1     |
| 2013-2014             | Stade rennais FC      | Ligue 1               | 35          | 0           | 5               | 0               | -                 | -                 | -                              | -                              | -                              | 40    | 0     |
| 2014-2015             | Stade rennais FC      | Ligue 1               | 31          | 0           | 2               | 0               | 2                 | 0                 | -                              | -                              | -                              | 35    | 0     |
| 2015-2016             | Stade rennais FC      | Ligue 1               | 21          | 0           | 2               | 0               | 1                 | 0                 | -                              | -                              | -                              | 24    | 0     |
| 2016-2017             | Stade rennais FC      | Ligue 1               | 35          | 0           | 1               | 0               | -                 | -                 | -                              | -                              | -                              | 36    | 0     |
| 2017-2018             | Stade rennais FC      | Ligue 1               | 12          | 0           | 1               | 0               | 2                 | 0                 | -                              | -                              | -                              | 15    | 0     |
| 2018-2019             | Stade rennais FC      | Ligue 1               | -           | -           | -               | -               | -                 | -                 | -                              | -                              | -                              | 0     | 0     |
| Total sur la carrière | Total sur la carrière | Total sur la carrière | 323         | 8           | 28              | 1               | 12                | 1                 | -                              | 13                             | 0                              | 376   | 10    |

## Palmarès

### En club
Stade rennais FC
- Finaliste de la Coupe de France en 2009 et 2014.
- Finaliste de la Coupe de la Ligue en 2013.

Lors de la saison 2018-2019, à cause d'une longue blessure, il ne pourra pas jouer avec l'effectif Rennais qui remportera la Coupe de France de football 2018-2019 face au Paris Saint-Germain. Le capitaine historique du club n'est donc pas officiellement vainqueur de la Coupe mais soulève le trophée avec le capitaine du match Benjamin André.

### En sélection
- France -20 ans
  - Vainqueur du Tournoi de Toulon en 2007.